# IC 4083
IC 4083 ist eine linsenförmige Galaxie vom Hubble-Typ SB0 im Sternbild Jagdhunde am Nordsternhimmel. Sie ist rund 511 Millionen Lichtjahre von der Milchstraße entfernt und hat einen Durchmesser von etwa 60.000 Lichtjahren.

Im selben Himmelsareal befinden sich u. a. die Galaxien IC 4098, IC 4103, IC 4105, IC 4118.
Das Objekt wurde am 21. März 1903 von Max Wolf entdeckt.